# Tour do Brasil Volta Ciclística de São Paulo-Internacional

Strecke der Volta do Estado de São Paulo 2008

Logo

Die Tour do Brasil Volta Ciclística de São Paulo-Internacional (auch Volta do Estado de São Paulo oder Volta de Ciclismo Internacional do Estado de São Paulo) war ein Straßenradrennen in Brasilien. Die kleine Rundfahrt führte in neun bzw. zehn Etappen durch die Region um die Landeshauptstadt São Paulo. Erste Austragung war 2004. Das Rennen hatte die Kategorie 2.2 und war seit 2005 Teil der UCI America Tour.

## Sieger
- 2014  Magno Nazaret
- 2013 keine Austragung
- 2012  Magno Nazaret
- 2011  José Rodrigues
- 2010  Gregolry Panizo
- 2009  Sérgio Ribeiro
- 2008  Gregolry Panizo
- 2007  Magno Nazaret
- 2006  Alex Diniz
- 2005  Jorge Giacinti
- 2004  Antônio Nascimento